# 北京之春 (杂志)
《北京之春》是一份总部在美国纽约、关注中华人民共和国民主运动的月刊。1982年由王炳章创办，创刊时名为《中国之春》，1993年6月改用现名。原为月刊，2010改为網路为主的刊物，同时出版季刊《北京之春文选》。现任社长王丹，名誉主编胡平，主编陈维健。方励之、郭罗基等均曾为该刊顾问。

## 沿革
《北京之春》(The Spring of Peking）杂志出现于北京之春期间，当时与中国共产党内改革派、尤其是共青团关系密切：杂志主要员工，包括周为民和北京大學物理系学生王军涛，都曾短期入驻共青团中央。《北京之春》甚至有一期在官员的帮助下，发行了专业印刷版本，且印数达到10000册。
虽然杂志曾试图有目的地与中共党内改革派官员包括胡耀邦在内进行合作，但它与其他人、尤其是激进的出版物则保持距离。就内容而言，都是改革派主导的政治话题，比如在文革中被迫害致死的刘少奇的平反问题，或对毛泽东思想还应继承多少的问题。此外，该杂志还刊登了一些文学方面的文章，比如其中一篇匿名作者的未来小说《可能发生在2000年的悲剧》就描绘了中国所有改革均失败，并最终导致中共党内斗争的图景。
1982年，留学加拿大的王炳章创办海外民运刊物《中国之春》。12月1日，中華民國總統蒋经国函电其母宋美龄：

「……关于王炳章『中国之春』举动，我方早有联络，正进一步了解情况，并希望端正其方向朝民族大义正确途径发展……肅叩福安。兒經國跪稟。十二月一日」

中華民國國防部軍事情報局自1983年起，以「中華民主自由基金會」名義資助中國大陸民主運動，並定期撥款給《中國之春》。1991年6月，大海取代胡平擔任中国民主团结联盟（民聯）主席，中華民國國防部軍事情報局順勢停止資助民聯，僅經援《中國之春》。鉴于海外民運人士分裂，一部分人創辦《北京之春》，挖來軍情局原本每年撥給《中國之春》的六十萬美元，交換條件之一是為軍情局搜集中國大陸民主運動發展情報。
1993年，以徐邦泰、伍凡为首的中国民主联合阵线（民聯陣）为争夺《中国之春》所有权，将以胡平、薛伟、于大海等人為創始會員的中国民主团结联盟告上法庭；最终以《中国之春》出让杂志名称达成庭外和解，之后《中国之春》更名《北京之春》（Beijing Spring）。1996年，徐邦泰、伍凡接手后的《中国之春》因经费问题停刊。《北京之春》經理薛偉曾在台北向《自由時報》透露，國防部軍事情報局撥給《北京之春》的活動經費多達新台幣二億元，《北京之春》每年必須向軍情局提交250件情報。
2001年底，陳水扁政府以海外民運人士已不再是「中國內部的反共力量」為由，決定停止資助《北京之春》。國防部軍事情報局时任副局長薛石民任內決定停止每年撥款資助《北京之春》。匿名消息來源說，薛石民請屬下把《北京之春》三年來的期數攤在桌上，「每一年度12本就那麼小小一落，一共三落」，看不出內容有何高明之處。薛石民當場問軍情局承辦人可不可以在這三年期數裡找到「中華民國」四字，答案是「沒有」。薛石民又問承辦人能不能找到「台灣」二字，答案也是「沒有」。消息來源說，薛石民翻閱內容，有的是對中國共產黨的批評，有的是討論共產主義的得失，文字還很粗糙；薛石民質疑「花這麼多錢辦這種水準的刊物，有何影響力」，決定中止撥款。

2002年9月30日，作家曹長青發表文章〈台灣經費和民運腐敗〉，批评《北京之春》黑箱作業，導致民運腐敗。《北京之春》連主要負責人拿多少工資都是「最高機密」，一般編輯都不知情。又批《北京之春》公有制作業，製造低劣產品。《北京之春》在編輯、設計、裝潢等方面都是粗製濫造，連一個中國共產黨的刊物都不如，給人以強烈印象：「編輯人員敷衍了事，根本沒有敬業心。」他又指，中華民國國防部軍事情報局中止撥款以後，《北京之春》開始從美國國家民主基金會拿錢了，但「只要公有制大锅饭的性质不变，它的质量不会变」。美國國家民主基金會官方網站承認，該會長期撥款資助《北京之春》在編輯、排版、印刷、發行等方面的全部支出。

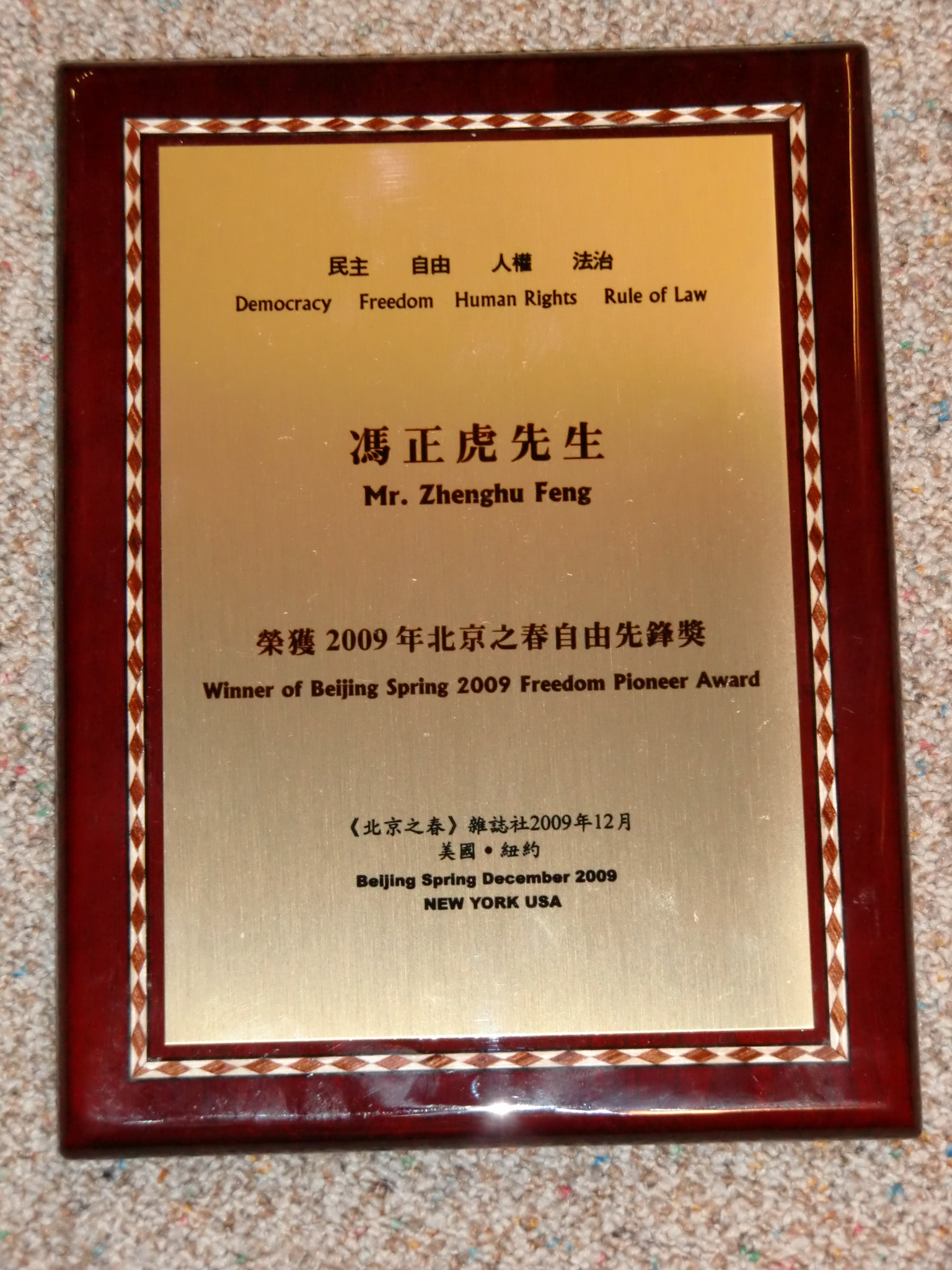
「2009年北京之春自由先鋒獎」獎牌

2005年，《北京之春》雜誌社與臺灣民主基金會簽訂的一份契約書被媒體爆料，契約書標題為《財團法人臺灣民主基金會補助出版事業契約書》，規定臺灣民主基金會審核《北京之春》雜誌社所提交之出版計畫書，認為出版計畫符合該會補助宗旨，則該會同意提供《北京之春》一年出版經費五萬美元。但據王丹透露，該項資助也於二零零八年在馬英九上臺以後告斷。
2010年9月21日，《北京之春》宣布改为電子雜誌，同时出版《北京之春文选》季刊。9月24日，《北京之春》發出《〈北京之春〉暫停印刷，含淚斷腸痛告讀者書》，稱「由於經費短缺，海外唯一的平面印刷民運月刊《北京之春》從即日起暫停出版。我們謹向廣大讀者、作者，以及長期支持我們的個人與基金會表示感謝......我們仍在積極募集資金，若情況允許，《北京之春》雜志仍可能恢復平面印刷版。深望各界人士慷慨解囊。」
2020年12月，《北京之春》經理薛偉在台灣獨立運動人士洪哲勝紐約追思會上的書面發言，稱讚洪哲勝與楊黃美幸「都是傑出的台獨愛國者，優秀的國際主義戰士」。